# Pterocarya fraxinifolia
Pterocarya fraxinifolia, la pterocaria del Cáucaso, pterocarya de hojas de fresno o nogal alado común es un árbol de la familia juglandáceas, originario de la región del Cáucaso y noroeste de Persia. 

## Descripción
De mediano porte, no suele sobrepasar 25 metros. Corteza gris, con grietas poco profundas. Hojas caducas, grandes, compuestas de siete o más pares de folíolos enfrentados. Frutos pequeños, rodeados por una ala circular de unos 2 centímetros.

## Taxonomía
Pterocarya fraxinifolia fue descrito por (Poir.) Spach y publicado en Hist. Nat. Vég. 2: 180 1834.
Sinonimia
- Detalle de la hoja y floración de Pterocaria fraxinifolia en ParísJuglans fraxinifolia Lam.
- Pterocarya caucasica C.A.Mey.

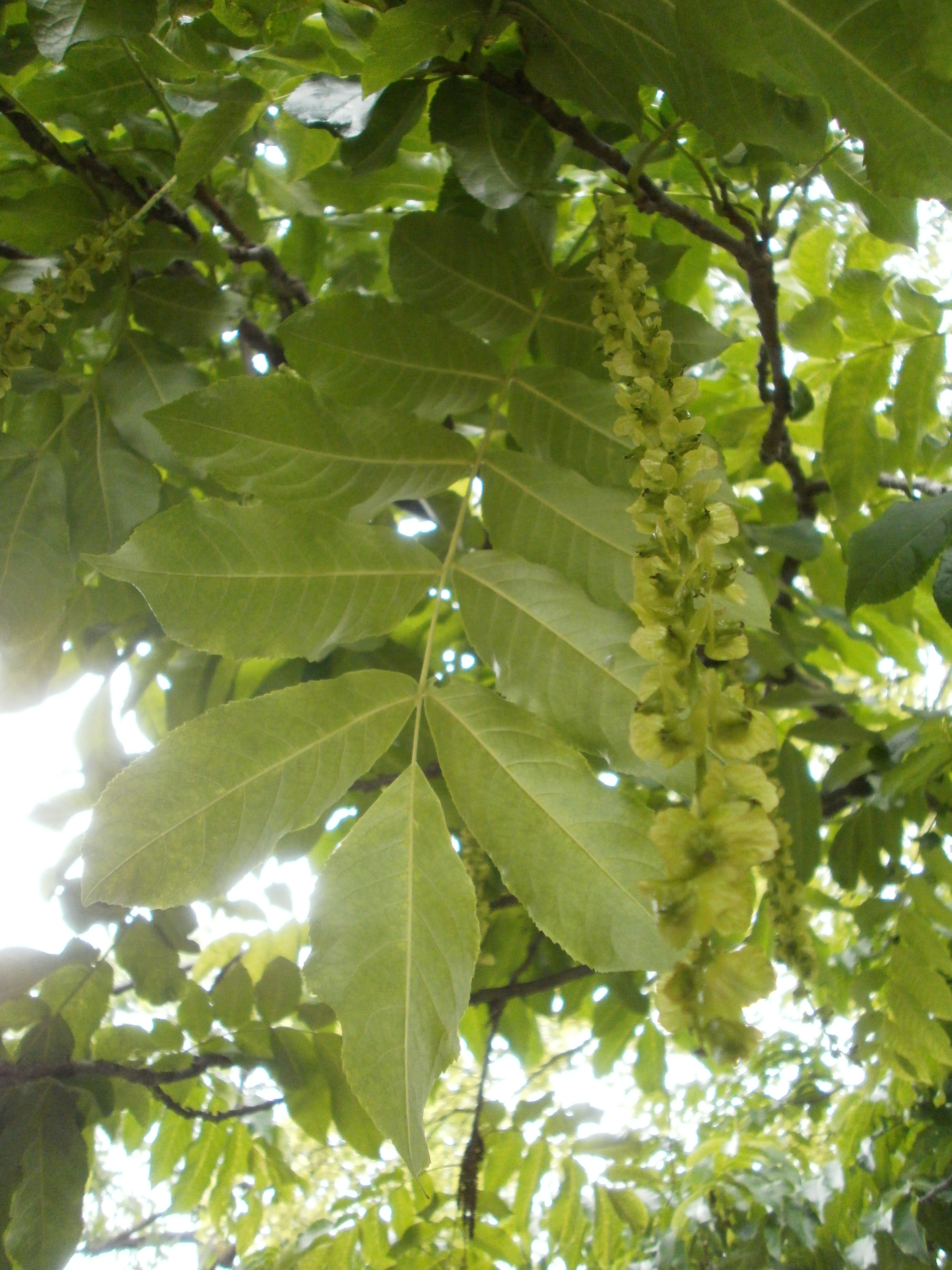
Detalle de la hoja y floración de Pterocaria fraxinifolia en París

- Pterocarya pterocarpa (Michx.) Kunth[4]